# گنولا، یوتا
گنولا (به انگلیسی: Genola) شهری در ایالت یوتا کشور ایالات متحده آمریکا است که جمعیت آن در سرشماری سال ۲۰۱۰ میلادی، ۱٬۳۷۰ نفر بوده‌است.